# パリ、嘘つきな恋
『パリ、嘘つきな恋』（原題：フランス語: Tout le monde debout 'みんな 立ちあがろう' 、Rolling to You ）は、フランク・デュボスク監督による2018年のフレンチコメディ映画。

## あらすじ
パリの大手シューズ代理店の支店長であるジョスランは、恋愛に求めるのは一時的な楽しさだけという軽薄な男。母が亡くなったことにより、実家に立ち寄った彼は、何も考えることなく母の車椅子に座っていると、隣に引っ越してきた女性ジュリーと遭遇する。美しい彼女の気を引くために「自分は車椅子生活だ」と、とっさに嘘をつくも、すっかり信じた彼女は彼に実の姉フロランスを紹介する。フロランスは車椅子生活を送る女性であったが、ヴァイオリニストとして欧州各地を団員たちとバスで移動し、ときにはテニスの選手として試合にも出場する快活でユーモア溢れる魅力的な女性でもあった。偽りの車椅子生活を送りながらもジョスランは、彼女とデートを重ねることで本気で恋に落ちてしまう。互いに惹かれていくが、ジョスランは、自らの嘘に苦しみ始める。

## キャスト
- ジョスラン - フランク・デュボスク
- フロランス - アレクサンドラ・ラミー
- マリー - エルザ・ジルベルスタイン
- マックス - ジェラール・ダルモン
- ジュリー - Caroline Anglade（フランス語版）
- ルシアン - ローラン・バトー
- ジョスランの父 - クロード・ブラッスール
- 司祭 - フランソワ・ザビエル・デメゾン

## 受賞・ノミネート
| 年     | 賞                           | カテゴリー          | 受賞者                 | 結果       |
| ------ | ---------------------------- | ------------------- | ---------------------- | ---------- |
| 2019年 | グローブ・ドゥ・クリスタル賞 | 最高の映画-コメディ | フランク・デュボスク   | ノミネート |
| 2019年 | グローブ・ドゥ・クリスタル賞 | 最優秀女優-コメディ | アレクサンドラ・ラミー | 受賞       |